# Jak Obeliks wpadł do kociołka druida, kiedy był mały
Jak Obeliks wpadł do kociołka druida, kiedy był mały (fr. Comment Obélix est tombé dans la marmite du druide quand il était petit) – komiks o przygodach Gala Asteriksa autorstwa René Goscinnego (scenariusz) i Alberta Uderzo (rysunki).
Historia początkowo opublikowana była w 1965 formie tekstu Goscinnego na łamach czasopisma Pilote z kilkoma ilustracjami Uderzo. W 1989 r. historię wydano w formie albumu z większą liczbą ilustracji.
Pierwsze polskie wydanie (w tłumaczeniu Marka Puszczewicza) pochodzi z 2009 r.

## Fabuła
Historia opowiedziana jest przez narratora (dorosłego Asteriksa) i ma miejsce w czasach, gdy Asteriks i Obeliks byli dziećmi. Obeliks opisany jest jako łagodny i tchórzliwy chłopiec, często padający ofiarą kolegów z wioski i broniony jedynie przez najlepszego przyjaciela Asteriksa.
Asteriks, chcąc pomóc Obeliksowi, namawia go pewnego dnia, by poszedł do chaty druida Panoramiksa i napił się nieco magicznego napoju. W ten sposób Obeliks miałby nabrać siły i odpłacić pięknym za nadobne swoim kolegom.
Obeliks, próbując się napić napoju z kociołka, wpada do naczynia i wypija wszystko, co tam się znajdowało. Po wyłowieniu go przez druida Panoramiksa okazuje się, że mały Gal na stałe znalazł się pod wpływem magicznego napoju, zyskując wielką siłę.